# Lluís Nicolau d'Olwer
Lluís Nicolau d'Olwer, né à Barcelone le 20 janvier 1888 et mort à Mexico le 24 décembre 1961, est un historien, journaliste et homme politique espagnol catalaniste.

## Biographie
Tout d'abord conseiller de la municipalité de sa ville natale, il est ensuite député au Congrès et ministre de l'économie de la Seconde République (1933).
Membre de la Lliga Regionalista, il est l'un des premiers dirigeants du parti Acció Catalana fondé en 1922 et issu d'une scission de cette dernière.
Il est l'un des fondateurs du Casal de Catalunya de Paris (la « maison de la Catalogne »), créé le 9 juillet 1945.